# Frank Ayres
Frank J. Ayres Jr. (* 10. Dezember 1901 in Rock Hall, Maryland; † Juni 1994) war ein US-amerikanischer  Mathematiker und Autor von Lehrbüchern in der Buchreihe Schaum’s Outlines.
Ayres studierte am Washington College in Maryland mit dem Bachelor-Abschluss und  wurde 1938 an der University of Chicago bei Mayme Logsdon in Mathematik promoviert (A Cremona transformation generated by a pencil of surfaces). Er unterrichtete 1921 bis 1924 am Ogden College, danach an der Texas A&M University und ab 1928 am Dickinson College, wo er 1935 Associate Professor und 1943 Professor wurde. 1943/44 war er dort Instructor für die Air Force im Rahmen der Kriegsanstrengungen. Ab 1938 war er Vorstand der Mathematikfakultät. 1958 ging er in den Ruhestand.
Er spielte Flöte im College Orchester.

## Schriften
Meist sind nur die Ersterscheinungsdaten angegeben, die Bücher werden aber bei Schaum´s Outline kontinuierlich weiter bearbeitet und neu aufgelegt.
- Basic Mathematics for Aviation 1943
- Schaum's Outline: Theory and Problems of Plane and Spherical Trigonometry
- Schaum's Outline: Theory and Problems of Projective Geometry
- Schaum's Outline: Theory and Problems of Trigonometry, 1954
- Schaum's outline of theory and problems of differential equations, 1952 (Deutsche Ausgabe 1977)
- Schaum´s Outline: Theory and problems of mathematics of finance, 1963
- Schaum's outline of theory and problems of differential and integral calculus, 2. Auflage 1964 (deutsche Ausgabe 1975)
- Schaum's outline of theory and problems of modern algebra 1965 (Deutsche Ausgabe: Algebra 1978)
- Schaum's Outline: Theory and problems of matrices, 1974 (Deutsche Ausgabe: Matrizen 1978)
- Schaum's Outline: Theory and problems of differential equations in SI metric units, 1972